# Grand Prix Formule 1 van Italië 2023
De Grand Prix Formule 1 van Italië 2023 werd verreden op 3 september op het Autodromo Nazionale Monza in Monza. Het was de veertiende race van het seizoen.
Liam Lawson verving Daniel Ricciardo die door een gebroken middenhandsbeentje in zijn linkerhand niet in de AlphaTauri kon plaatsnemen.

## Vrije trainingen

### Uitslagen
- Enkel de top vijf wordt weergegeven.

| Vrije training 1 | Pos. | Nr. | Coureur          | Constructeur               | Tijd     |
| ---------------- | ---- | --- | ---------------- | -------------------------- | -------- |
| Vrije training 1 | 1    | 1   | Max Verstappen   | Red Bull Racing-Honda RBPT | 1:22.657 |
| Vrije training 1 | 2    | 55  | Carlos Sainz jr. | Ferrari                    | 1:22.703 |
| Vrije training 1 | 3    | 11  | Sergio Pérez     | Red Bull Racing-Honda RBPT | 1:22.834 |
| Vrije training 1 | 4    | 16  | Charles Leclerc  | Ferrari                    | 1:22.966 |
| Vrije training 1 | 5    | 63  | George Russell   | Mercedes                   | 1:23.189 |
| Vrije training 2 | Pos. | Nr. | Coureur          | Constructeur               | Tijd     |
| Vrije training 2 | 1    | 55  | Carlos Sainz jr. | Ferrari                    | 1:21.355 |
| Vrije training 2 | 2    | 4   | Lando Norris     | McLaren-Mercedes           | 1:21.374 |
| Vrije training 2 | 3    | 11  | Sergio Pérez     | Red Bull Racing-Honda RBPT | 1:21.540 |
| Vrije training 2 | 4    | 81  | Oscar Piastri    | McLaren-Mercedes           | 1:21.545 |
| Vrije training 2 | 5    | 1   | Max Verstappen   | Red Bull Racing-Honda RBPT | 1:21.631 |
| Vrije training 3 | Pos. | Nr. | Coureur          | Constructeur               | Tijd     |
| Vrije training 3 | 1    | 55  | Carlos Sainz jr. | Ferrari                    | 1:20.912 |
| Vrije training 3 | 2    | 1   | Max Verstappen   | Red Bull Racing-Honda RBPT | 1:20.998 |
| Vrije training 3 | 3    | 44  | Lewis Hamilton   | Mercedes                   | 1:21.453 |
| Vrije training 3 | 4    | 16  | Charles Leclerc  | Ferrari                    | 1:21.486 |
| Vrije training 3 | 5    | 14  | Fernando Alonso  | Aston Martin-Mercedes      | 1:21.711 |

Testcoureur in vrije training 1:

  Felipe Drugovich (Aston Martin-Mercedes) reed in plaats van Lance Stroll. Hij reed een tijd van 1:24.140 en werd daarmee achttiende.

## Kwalificatie
Carlos Sainz jr. behaalde de vierde pole position in zijn carrière.
| Pos.                   | Nr. | Coureur          | Constructeur               | Kwalificatietijden | Kwalificatietijden | Kwalificatietijden | Grid |
| Pos.                   | Nr. | Coureur          | Constructeur               | Q1                 | Q2                 | Q3                 | Grid |
| ---------------------- | --- | ---------------- | -------------------------- | ------------------ | ------------------ | ------------------ | ---- |
| 1                      | 55  | Carlos Sainz jr. | Ferrari                    | 1:21.965           | 1:20.991           | 1:20.294           | 1    |
| 2                      | 1   | Max Verstappen   | Red Bull Racing-Honda RBPT | 1:21.573           | 1:20.937           | 1:20.307           | 2    |
| 3                      | 16  | Charles Leclerc  | Ferrari                    | 1:21.788           | 1:20.977           | 1:20.361           | 3    |
| 4                      | 63  | George Russell   | Mercedes                   | 1:22.148           | 1:21.382           | 1:20.671           | 4    |
| 5                      | 11  | Sergio Pérez     | Red Bull Racing-Honda RBPT | 1:21.911           | 1:21.240           | 1:20.688           | 5    |
| 6                      | 23  | Alexander Albon  | Williams-Mercedes          | 1:21.661           | 1:21.272           | 1:20.760           | 6    |
| 7                      | 81  | Oscar Piastri    | McLaren-Mercedes           | 1:22.106           | 1:21.527           | 1:20.785           | 7    |
| 8                      | 44  | Lewis Hamilton   | Mercedes                   | 1:21.977           | 1:21.369           | 1:20.820           | 8    |
| 9                      | 4   | Lando Norris     | McLaren-Mercedes           | 1:21.995           | 1:21.581           | 1:20.979           | 9    |
| 10                     | 14  | Fernando Alonso  | Aston Martin-Mercedes      | 1:22.043           | 1:21.543           | 1:21.417           | 10   |
| 11                     | 22  | Yuki Tsunoda     | AlphaTauri-Honda RBPT      | 1:21.852           | 1:21.594           |                    | 11   |
| 12                     | 40  | Liam Lawson      | AlphaTauri-Honda RBPT      | 1:22.112           | 1:21.758           |                    | 12   |
| 13                     | 27  | Nico Hülkenberg  | Haas-Ferrari               | 1:22.343           | 1:21.776           |                    | 13   |
| 14                     | 77  | Valtteri Bottas  | Alfa Romeo-Ferrari         | 1:22.249           | 1:21.940           |                    | 14   |
| 15                     | 2   | Logan Sargeant   | Williams-Mercedes          | 1:21.930           | 1:21.944           |                    | 15   |
| 16                     | 24  | Zhou Guanyu      | Alfa Romeo-Ferrari         | 1:22.390           |                    |                    | 16   |
| 17                     | 10  | Pierre Gasly     | Alpine-Renault             | 1:22.545           |                    |                    | 17   |
| 18                     | 31  | Esteban Ocon     | Alpine-Renault             | 1:22.548           |                    |                    | 18   |
| 19                     | 20  | Kevin Magnussen  | Haas-Ferrari               | 1:22.592           |                    |                    | 19   |
| 20                     | 18  | Lance Stroll     | Aston Martin-Mercedes      | 1:22.860           |                    |                    | 20   |
| Q1 107% tijd: 1:27.283 |     |                  |                            |                    |                    |                    |      |

## Wedstrijd
Max Verstappen behaalde de zevenenveertigste Grand Prix-overwinning in zijn carrière.

Hij brak het record van meeste achtereenvolgende overwinningen met zijn tiende overwinning op rij.
| Pos.               | Nr. | Coureur          | Constructeur               | Rondes | Tijd / Oorzaak Uitval | Grid | Punten |
| ------------------ | --- | ---------------- | -------------------------- | ------ | --------------------- | ---- | ------ |
| 1                  | 1   | Max Verstappen   | Red Bull Racing-Honda RBPT | 51     | 1:12:13.618           | 2    | 25     |
| 2                  | 11  | Sergio Pérez     | Red Bull Racing-Honda RBPT | 51     | +6.064                | 5    | 18     |
| 3                  | 55  | Carlos Sainz jr. | Ferrari                    | 51     | +11.193               | 1    | 15     |
| 4                  | 16  | Charles Leclerc  | Ferrari                    | 51     | +11.377               | 3    | 12     |
| 5                  | 63  | George Russell   | Mercedes                   | 51     | +23.028 *1            | 4    | 10     |
| 6                  | 44  | Lewis Hamilton   | Mercedes                   | 51     | +42.679 *2            | 8    | 8      |
| 7                  | 23  | Alexander Albon  | Williams-Mercedes          | 51     | +45.106               | 6    | 6      |
| 8                  | 4   | Lando Norris     | McLaren-Mercedes           | 51     | +45.449               | 9    | 4      |
| 9                  | 14  | Fernando Alonso  | Aston Martin-Mercedes      | 51     | +46.294               | 10   | 2      |
| 10                 | 77  | Valtteri Bottas  | Alfa Romeo-Ferrari         | 51     | +1:04.056             | 14   | 1      |
| 11                 | 40  | Liam Lawson      | AlphaTauri-Honda RBPT      | 51     | +1:10.638             | 12   |        |
| 12                 | 81  | Oscar Piastri    | McLaren-Mercedes           | 51     | +1:13.074 *3          | 7    | S      |
| 13                 | 2   | Logan Sargeant   | Williams-Mercedes          | 51     | +1:18.557 *4          | 15   |        |
| 14                 | 24  | Zhou Guanyu      | Alfa Romeo-Ferrari         | 51     | +1:20.164             | 16   |        |
| 15                 | 10  | Pierre Gasly     | Alpine-Renault             | 51     | +1:22.510             | 17   |        |
| 16                 | 18  | Lance Stroll     | Aston Martin-Mercedes      | 51     | +1:27.266             | 20   |        |
| 17                 | 27  | Nico Hülkenberg  | Haas-Ferrari               | 50     | +1 ronde              | 13   |        |
| 18                 | 20  | Kevin Magnussen  | Haas-Ferrari               | 50     | +1 ronde              | 19   |        |
| DNF                | 31  | Esteban Ocon     | Alpine-Renault             | 39     | Besturing             | 18   |        |
| DNS                | 22  | Yuki Tsunoda     | AlphaTauri-Honda RBPT      | 0      | Motor *5              | -    |        |
| Bron: formula1.com |     |                  |                            |        |                       |      |        |

S Oscar Piastri reed voor de eerste keer in zijn carrière een snelste ronde⁣, maar behaalde hiermee geen extra punt omdat hij niet bij de eerste tien eindigde.

*1 George Russell kreeg een tijdstraf van vijf seconden voor het veroorzaken van een botsing, dit had geen gevolgen voor de positie in de einduitslag.

*2 Lewis Hamilton kreeg een tijdstraf van vijf seconden voor het veroorzaken van een botsing, dit had geen gevolgen voor de positie in de einduitslag.

*3 Oscar Piastri eindigde de wedstrijd als elfde, maar kreeg een tijdstraf van vijf seconden voor het veroorzaken van een botsing.

*4 Logan Sargeant kreeg een tijdstraf van vijf seconden voor het veroorzaken van een botsing, dit had geen gevolgen voor de positie in de einduitslag.

*5 Yuki Tsunoda viel in de opwarmronde stil door een probleem met de motor en kon de race niet starten.

## Tussenstanden wereldkampioenschap
Betreft tussenstanden voor het wereldkampioenschap na afloop van de race.

### Coureurs
| Pos. | Nr. | Coureur          | Constructeur               | Punten |
| ---- | --- | ---------------- | -------------------------- | ------ |
| 1    | 1   | Max Verstappen   | Red Bull Racing-Honda RBPT | 364    |
| 2    | 11  | Sergio Pérez     | Red Bull Racing-Honda RBPT | 219    |
| 3    | 14  | Fernando Alonso  | Aston Martin-Mercedes      | 170    |
| 4    | 44  | Lewis Hamilton   | Mercedes                   | 164    |
| 5    | 55  | Carlos Sainz jr. | Ferrari                    | 117    |
| 6    | 16  | Charles Leclerc  | Ferrari                    | 111    |
| 7    | 63  | George Russell   | Mercedes                   | 109    |
| 8    | 4   | Lando Norris     | McLaren-Mercedes           | 79     |
| 9    | 18  | Lance Stroll     | Aston Martin-Mercedes      | 47     |
| 10   | 31  | Pierre Gasly     | Alpine-Renault             | 37     |

### Constructeurs
| Pos. | Constructeur               | Punten |
| ---- | -------------------------- | ------ |
| 1    | Red Bull Racing-Honda RBPT | 583    |
| 2    | Mercedes                   | 273    |
| 3    | Ferrari                    | 228    |
| 4    | Aston Martin-Mercedes      | 217    |
| 5    | McLaren-Mercedes           | 115    |
| 6    | Alpine-Renault             | 73     |
| 7    | Williams-Mercedes          | 21     |
| 8    | Haas-Ferrari               | 11     |
| 9    | Alfa Romeo-Ferrari         | 10     |
| 10   | AlphaTauri-Honda RBPT      | 3      |